# Gustavo Ottoni
Gustavo Ottoni (Rio de Janeiro, 3 de março de 1958) é um ator brasileiro.

## Biografia
Ele é conhecido pelo trabalho de ator, mas é também autor e diretor teatral. É formado pela UNIRIO. Formou-se também na Escola de Música Villa-Lobos, onde estudou guitarra.
Ao longo de sua carreira fez diversas participações em novelas da Rede Globo e da Rede Record. Seu último trabalho de destaque na TV foi interpretando o administrador Javier
em Vitória.

## Carreira

### Televisão
| Ano  | Título                        | Personagem                                   | Notas                                                 |
| ---- | ----------------------------- | -------------------------------------------- | ----------------------------------------------------- |
| 1983 | Sol de Verão                  | —                                            | Participação                                          |
| 1986 | Domingo de Graça              | Apresentador                                 |                                                       |
| 1987 | Lupu Limpim Clapla Topo       | Vários personagens                           |                                                       |
| 1990 | Meu Bem, Meu Mal              | Funcionário da Venturini Designers           |                                                       |
| 1991 | Salomé                        | —                                            |                                                       |
| 1992 | Você Decide                   | João                                         | Episódio: "Coração na Mão"                            |
| 1994 | Tropicaliente                 | Homem                                        | Episódio: "16 de maio"                                |
| 1995 | Decadência                    | Andrade                                      | Episódios: "5–6 de setembro"                          |
| 1995 | História de Amor              | Sebastião                                    |                                                       |
| 1997 | Zazá                          | Antônio                                      |                                                       |
| 1998 | Você Decide                   | Marcelo                                      | Episódio: "Seria Trágico, Se Não Fosse Cômico"        |
| 1999 | Chiquinha Gonzaga             | Homem que Discrimina Chiquinha               |                                                       |
| 2000 | Você Decide                   | Carlos                                       | Episódios: "Transas de Família: Parte 3 e 4"          |
| 2001 | Porto dos Milagres            | Docinho                                      |                                                       |
| 2001 | O Clone                       | Detetive Ramos                               |                                                       |
| 2003 | Chocolate com Pimenta         | Meirinho                                     |                                                       |
| 2004 | Celebridade                   | Amigo de Joel                                |                                                       |
| 2005 | Floribella                    | Gerard (Cozinheiro)                          |                                                       |
| 2006 | O Profeta                     | Cortez                                       |                                                       |
| 2007 | Paraíso Tropical              | Dr. Guedes                                   |                                                       |
| 2007 | Pé na Jaca                    | Gerente                                      |                                                       |
| 2008 | A Favorita                    | Promotor Santos                              |                                                       |
| 2008 | A Grande Família              | Médico                                       | Episódio: "Vovó Viu a Uva"                            |
| 2008 | Chamas da Vida                | Adeilson                                     | Episódios: "11–16 de agosto"                          |
| 2009 | A Lei e o Crime               | Chefe de polícia Rodrigues                   | Episódio: "10"                                        |
| 2010 | Bela, a Feia                  | Promotor do julgamento de Vera               |                                                       |
| 2010 | Ti Ti Ti                      | Padre                                        |                                                       |
| 2011 | Ribeirão do Tempo             | Quintas                                      |                                                       |
| 2011 | Vidas em Jogo                 | Renato                                       |                                                       |
| 2012 | Máscaras                      | Lucas Malatian                               |                                                       |
| 2012 | Malhação: Intensa como a Vida | Hector                                       |                                                       |
| 2013 | Balacobaco                    | Delegado Docena                              |                                                       |
| 2014 | Vitória                       | Javier Rodriguez                             |                                                       |
| 2015 | Babilônia                     | Delegado Menezes                             |                                                       |
| 2015 | A Regra do Jogo               | Augusto                                      |                                                       |
| 2016 | Malhação: Seu Lugar no Mundo  | Romeu                                        |                                                       |
| 2016 | Êta Mundo Bom!                | Grafólogo a favor de Anastácia no julgamento | Episódios: "8–9 de agosto"                            |
| 2016 | Procurando Casseta & Planeta  | Fuad                                         | Episódios: "Aqui Jazz" "Comando de Caça aos Coxinhas" |
| 2016 | A Lei do Amor                 | Advogado de Tião                             | Episódio: "9 de dezembro"                             |
| 2016 | Me Chama de Bruna             | Jurandir                                     |                                                       |
| 2016 | Ribanceira                    | Senadinho                                    |                                                       |
| 2017 | Rock Story                    | Inspetor Mendes                              | Episódio: "17 de março"                               |
| 2017 | Pega Pega                     | Juiz                                         |                                                       |
| 2017 | Os Suburbanos                 | Monge                                        | Episódio: "E Fez-Se a Luz!"                           |
| 2017 | Filhos da Pátria              | Eustáquio Abranchez                          | Episódio: "Braços Abertos Sobre a Guanabara"          |
| 2018 | Malhação: Vidas Brasileiras   | Bernardo                                     |                                                       |
| 2018 | Tempo de Amar                 | Advogado                                     |                                                       |
| 2018 | Detetives do Prédio Azul      | Omar                                         | Episódio: "O Refugiado"                               |
| 2018 | O Outro Lado do Paraíso       | Álvaro                                       |                                                       |
| 2018 | Orgulho e Paixão              | Jornalista                                   |                                                       |
| 2018 | O Tempo Não Para              | Médico                                       | Episódio: "16 de outubro"                             |
| 2019 | Verão 90                      | Promotor                                     | Episódio: "08 de março"                               |
| 2019 | Bom Sucesso                   | Diretor de novela                            | Episódios: "15 de agosto" "29 de agosto"              |
| 2020 | Brasil Imperial               | Joaquim de Azevedo                           |                                                       |
| 2021 | Filhas de Eva                 | Humberto Junqueira                           | Episódio: "5"                                         |
| 2022 | Além da Ilusão                | Prefeito Isaías                              | Episódio: "11 de abril"                               |
| 2023 | Cinema de Enredo              | Silas                                        | Episódio: "Um Homem Rico de Fé"                       |
| 2023 | Terra e Paixão                | Dr. Fabrício                                 | Episódio: "06 de julho"                               |
| 2023 | Reis                          | Siamun, Faraó do Egito                       | Temporada: "A Sucessão"                               |
| 2025 | Mania de Você                 | Advogado de Mavi                             | Episódio: "25 de fevereiro"                           |
| 2025 | Dona de Mim                   | Sidnei                                       | Episódios: "31 de maio–28 de junho"                   |

### Cinema
| Ano  | Título             | Personagem                     |
| ---- | ------------------ | ------------------------------ |
| 2003 | Dom                | Enfermeiro                     |
| 2004 | Um Show de Verão   | Gerente do bar                 |
| 2004 | Irmãos de Fé       | Barnabé                        |
| 2005 | Coisa de Mulher    | Dr. Leonardo                   |
| 2007 | Meteoro            | Manolo                         |
| 2010 | Chico Xavier       | Médico de Chico em São Paulo   |
| 2017 | Chocante           | Padre                          |
| 2018 | Querido Embaixador | Oswaldo Aranha                 |
| 2019 | Contra-Filé        | Valdecir (voz, curta-metragem) |